# 许堡教堂
许堡教堂，是位于山西省大同市大同县许堡乡许堡村内。1931年，在村东南官道路北始建天主教堂，由圣母圣心会的比利时神父主持。1949年以后，该堂一直为学校、粮站占用。1993年归还教会。
2011年10月24日，许堡教堂公布为三批大同市文物保护单位，近现代重要史迹及代表性建筑类，编号Ⅴ—11